# Sedaka's Back
Sedaka's Back är ett amerikanskt samlingsalbum av sångaren och pianisten Neil Sedaka, utgivet i september 1974 på skivbolaget Rocket.
Albumet samlar det bästa från Sedakas tre tidigare brittiska album Solitaire (1972), The Tra-la Days Are Over (1973) och Laughter in the Rain (1974).
Albumet nådde Billboard-listans 23:e plats.

## Låtlista
Singelplacering i Billboard inom parentes. Listplacering i Storbritannien=UK
1. Standing On The Inside (Neil Sedaka) (UK #26)
2. That's When The Music Takes Me (Neil Sedaka) (#27, UK #18)
3. Laughter In The Rain (Neil Sedaka/Phil Cody) (#1, UK #15)
4. Sad Eyes (Neil Sedaka/Phil Cody)
5. Solitaire (Neil Sedaka/Phil Cody) (#22, UK #4)
6. Little Brother (Neil Sedaka/Phil Cody)
7. Love Will Keep Us Together (Neil Sedaka/Howard Greenfield)
8. The Immigrant (Neil Sedaka/Phil Cody)
9. The Way I Am (Neil Sedaka/Phil Cody)
10. The Other Side Of Me (Neil Sedaka/Howard Greenfield)
11. A Little Lovin' (Neil Sedaka/Phil Cody) (UK #34)
12. Our Last Song Together (Neil Sedaka/Howard Greenfield) (UK #31)
13. For The Good Of The Cause (Neil Sedaka/Phil Cody)
14. Endlessly (Neil Sedaka)
15. Love Ain't An Easy Thing (Neil Sedaka/Phil Cody)
16. Alone In New York In The Rain (Neil Sedaka/Phil Cody)

Titlarna 13–16 är bonusspår på cd-utgåvan från år 1998.